# Педько Юрій Валерійович
Ю́рій Вале́рійович Педько́ — полковник Міністерства внутрішніх справ України, учасник російсько-української війни.

## З життєпису
1994 року закінчив Харківське вище військове училище Національної гвардії України, 2006-го — Академію внутрішніх військ МВС України.
Військову службу починав командиром взводу. У 2012 році — начальник технічної частини Херсонського батальйону внутрішніх військ.
Станом на 2014 рік — заступник начальника управління Центрального територіального об'єднання Національної гвардії України з озброєння (начальник технічної частини).
З дружиною виховують доньку і сина.

## Нагороди
21 жовтня 2014 року — за особисту мужність і героїзм, виявлені у захисті державного суверенітету та територіальної цілісності України, вірність військовій присязі під час російсько-української війни, відзначений — нагороджений орденом «За мужність» III ступеня.